# Abd al-Aziz bin Abd Allah Al Sa'ud
ʿAbd al-ʿAzīz bin Abd Allāh Āl Saʿūd (in arabo عبد العزيز بن عبدالله بن عبد العزيز آل سعود‎?; Riyad, 27 ottobre 1963) è un politico e imprenditore saudita, membro della famiglia reale Āl Saʿūd.

## Primi anni di vita e formazione
Il principe Abd al-Aziz è nato a Riad il 27 ottobre 1963, terzo figlio di re Abd Allah. Sua madre è Aida Fustuq, una donna libanese. La sua unica sorella germana è la principessa Adila.
Nel 1986, ha conseguito un Bachelor of Arts in scienze politiche presso l'Università di Hertfordshire.

## Carriera
Il principe ha servito nella Guardia nazionale dell'Arabia Saudita per quindici anni in diverse posizioni. Nel 1991, è stato nominato consigliere del padre, allora principe ereditario. In particolare, è stato consigliere per gli affari siriani e ministro di Stato.
Il 22 luglio 2011 re Abd Allah lo ha nominato vice ministro degli affari esteri. Durante la guerra civile siriana, il principe ha chiesto alla Turchia di stabilire "centro nevralgico" per tentare di rovesciare Bashar al-Assad. Questo è stato fondato ad Adana a metà del 2012. Il principe stesso ha guidato le trattative con la fazione di Assad.
Ha rappresentato l'Arabia Saudita al vertice del Movimento dei paesi non allineati tenutosi a Teheran i giorni 30 e 31 agosto 2012, dal momento che il ministro degli affari esteri, il principe Sa'ud bin Faysal era convalescente dopo un'operazione. Durante il suo soggiorno nella capitale ha incontrato il presidente iraniano Mahmud Ahmadinejad.

### Attività commerciali
Il principe Abd al-Aziz è proprietario della Tower Lane Properties, una società di sviluppo del territorio. È stato riferito che la società ha speso 12 milioni di dollari nell'acquisto di alcuni acri di terreno a Benedict Canyon, Los Angeles, e chiesto permessi per costruire un palazzo. Il progetto, poi, è stata ridotto a 60 000 piedi quadrati. Tuttavia, più di mille residenti della zona hanno firmato una petizione contro questo progetto, richiedendo un'analisi ambientale. Gli avvocati del principe hanno fatto causa contro questa petizione. Verso la fine di agosto del 2012 Abd al-Aziz ha vinto la causa.

## Altre attività
Abd al-Aziz bin Abd Allah ha istituito il Fondo del Centenario nel luglio 2004 e ne è presidente. Il Fondo è un'organizzazione senza scopo di lucro nato con l'obiettivo di supportare l'imprenditoria saudita. Egli è anche membro del Consiglio della fondazione dell'Università della Scienza e della Tecnologia Re Abd Allah. Delano Roosevelt, nipote del presidente Franklin D. Roosevelt, e il principe hanno fondato congiuntamente l'Associazione Amici dell'Arabia Saudita. Questa organizzazione mira a promuovere le relazioni amichevoli tra l'Arabia Saudita e gli Stati Uniti. Il principe è anche presidente del consiglio di amministrazione del Premio internazionale per la traduzione Custode delle Due Sacre Moschee Re Abd Allah bin Abd al-Aziz.

## Vita personale
Il principe ha avute tre figli, Sadeen, Abd Allah e Khalid, dal suo primo matrimonio con Abeer bint Turki bin Nasser, e una figlia, Lana, dalla sua attuale moglie Nathalie Ghassan Maamary.